# Ибн Батута
Мухамед Абдала бин Батута, уобичајено само Ибн Батута (арап. أبو عبد الله محمد بن عبد الله اللواتي الطنجي بن بطوطة‎; 24. фебруар 1304 — могуће 1368. или 1377) је био берберски исламски истраживач, путник и исламски учењак. Током тридесет година прешао је 117.000 km на разним путовањима. Своја путовања је добро описао. Прешао је готово цели познати арапски свет, те земље од западне Африке до Пакистана, Индије, Малдива, Шри Ланке, Индокине и Кине.
Родио се у берберској породици у Тангеру, Мароко 703. године по исламском календару током владавине Меринидског Султаната. Био је сунитски учењак и правник из маликијског мезхеба (школа Фикха или сунитског закона), те повремено кадија или судија. Најпознатији је ипак као далекосежан путник и истраживач чији исказ документује путовања и споредне излете током раздобља од готово тридесет година који покривају око 117.000 km. Путовања су обухватила готово читав познати исламски свет, а проширивала су се и на данашњу Индију, Малдиве, Шри Ланку, Југоисточну Азију и Кину, удаљеност којом је лако надмашио свога претходника, блиског сувременика и путника Марка Пола.
Његово се име може пронаћи и као Ибн Батуда. Познат је такође по називу Шамс ад-Дин, тј. титули или речи поштовања која се своједобно давала именима учењака посебно на исламском Истоку, а значила је „Сунце религије“. Његов је пуни наслов и име гласио Шамс ад-Дин Абу Абдулах Мухамед ибн Абдулах ибн Мухамед ибн Ибрахим Ибн Баттута ал-Лаwати ал-Тањи.
Када се вратио са путовања султан од Марока га је наговорио да се његова путовања запишу, тако да је своја путовања диктирао учењаку Ибн Јузају, кога је срео у Гранади. Наслов првобитнога рукописа је био преведен као Дар онима који замишљају о чудесима градова и дивотама путовања, али обично се укратко назива Путовања (Рихла). Иако је рукопис на местима имао измишљене делове ипак је пружао слику и опис света у 14. веку. Тај исказ, којега је записао Ибн Јузаи и проткао властитим коментарима, примарни је извор информација Батутиних доживљаја.

## Ходочашће
Ибн Батута је рођен у Тангеру у Мароку 1304. за време Меринидског султаната 703. године по арапском календару. Када је имао двадесет година кренуо је на хаџ(ходочашће) у Меку. Након ходочашћа наставио је са путовањима прешавши 117.000 km по целом муслиманском свету и великом делу немуслиманског света. Са путовањима је започео 1325.
До Меке је кренуо копном и дошао је до Каира, па је кренуо за Дамаск, који су тада контролисали Мамелуци. Ту је срео једнога светога човјека који је прорекао да ће у Меку доћи тек након путовања у Сирију. Једна од предности тога спореднога путовања су била света места смештена на томе путу, а то су били Хеброн, Јерусалим и Витлејем. Осим тога Мамелуци су се посебно бринули за сигурност ходочасника. Рамазан је провео у Дамаску, па се придружио једном каравану, који је путовао од Дамаска до Медине, где се налазио Мухамедов гроб. У Медини је као ходочасник обавио уобичајене ритуале, а постао је и хаџија, па се одлучио да се врати кући. Касније се предомислио па је кренуо за Илканат у Ираку и Ирану.

## Иран и пут свиле
Поново се прикључио каравану са којим је прешао границу Месопотамије. Ту је посетио Наџаф, где је био гроб калифа Алије. После тога путује у Басру, па у Исфахан. Исфахан је разорио Тимур Ленк неколико десетака година након Ибн Батутове посете. Посетио је Шираз и Багдад. Багдад је био у лошем стању, јер га је похарао Хулагу-кан.
Срео је Абу Саида, последњег владара уједињеног Илканата. Једно време је путовао заједно са краљевским караваном, па је посетио Табриз на путу свиле. Био је то први већи град, који је отворио своја врата Монголима и постао је важан трговачки центар након што су оближњи ривали били разорени.

## Други хаџ и источна Африка
Након тога путовања Ибн Батута је кренуо на други хаџ у Меку. Живео је у Меки годину дана, па се укрцао на брод и кренуо дуж Црвеног мора и обале источне Африке. Прво веће заустављање је било у Адену, где је намеравао да се обогати као трговац робом, која долази из Индијског океана на Арабијско полуострво. Међутим, пре тога одлучио је да крене како је замислио на последње путовање дуж обале Африке. Посетио је Могадиш, Момбасу, Занзибар и Килву. Свуда се задржао по око седам дана. Када се изменио монсун вратио се бродом у Саудијску Арабију. После тога посетио је Оман и Хормушки мореуз и поново је отпутовао у Меку.

## Византија, Анадолија, Централна Азија и Индија
Провео је годину дана у Меки, па је одлучио да тражи посао код султана од Делхија. Био му је потребан и водич и преводилац, па је кренуо у Анадолију, која је била под контролом Турака Селџука. Ту се прикључио једном каравану, који је кретао према Индији. Из Дамаска је кренуо ђеновешким бродом до Аланије на обали данашње Турске. Одатле је путовао до Синопа на обали Црног мора. Прешао је Црно море и пристао је у луци Кафи(Феодосија) на Криму. Ушао је у земље Златне хорде. Купио је кола и придружио се каравану кана Златне Хорде Озбега. Путовали су до Астрахана на Волги.
Када су дошли до Астрахана, кан је дозволио једној од својих трудних жена да се врате у Константинопољ. Одмах се Ибн Батута нашао на томе путу. Тада је први пут посетио земљу ван исламског света. Дошао је у Константинопољ 1332, срео се са византијским царем Андроником III Палеологом, а видео је и Свету Софију. Провео је месец дана у Цариграду, па се вратио за Астрахан. После тога кренуо је крај Каспијског језера и Аралског језера све до Бухаре и Самарканда. Одатле је отпутовао за Авганистан, а преко планинских прелаза је дошао до Индије.
Делхијски султанат је био релативно нов део исламског света у то доба, па је султан Мухамед Туглак намеравао да доведе што више муслиманских учењака и осталих службеника да би учврстио своју власт. Пошто је Ибн Батута више година студирао у Меки султан га је поставио за кадију (судију). Туглак је био сумњичав султан, па је Ибн Батута одлучио да га напусти под изговором да иде на још једна хаџ. Султан му је понудио алтернативу да буде његов амбасадор у Кини. Ибн Батута је прихватио.

## Индокина и Кина
На путу према обали напали су их Хиндуси, Био је одвојен од осталих, опљачкан и замало није изгубио живот. Сустигао је групу за два дана и наставили су путовање према Камбају. Одатле су пловили до Калкуте. Док је Ибн Батута отишао у џамију олуја је потопила два брода. Трећи брод је отпловио без њега и тај брод је неколико месеци касније узео један од краљева на Суматри.
Ибн Батута се због неуспеха није усудио да се врати у Делхи, па је једно време остао под заштитом Џамала ел Дина, али кад му је заштитник збачен Ибн Батута је морао да напусти Индију. Одлучио је да крене према Кини, али у почетку је дошао до Малдива. На Малдивима је провео девет месеци, много дуже него што је намеравао. Пошто је био кадија његово знање је било пожељно на том бившем будистичком острву, које је дошло под исламску власт. Мало су га задржавали, а мало подмитили да остане. Именовали су га за врховног кадију (судију), а и оженио се из краљевске породице. На тај начин је постао уплетен у локалну политику. Са Малдива је кренуо у Шри Ланку (Цејлон) и отишао је да види Адамов врх.
Након испловљавања са Шри Ланке брод му је готово потонуо у олуји. Брод који их је спасао напали су пирати. Избачен на обалу Ибн Батута се опет запутио у Калкуту и одатле поново на Малдиве. Ту се укрцао на кинеску џунку у још једном покушају да дође до Кине. Успео је, дошао је до Суматре, Вијетнама и коначно до Кванчуа у кинеској провинцији Фуџијан. Одатле је кренуо на север до Ханчуа, који није био далеко од данашњег Шангаја. Путовао је и до Пекинга, али сумња се у ту Ибн Батутину причу.

## Повратак кући и црна смрт
Када се вратио у Кванчу, одлучио је да се врати кући. Није желео да изађе поново пред делхијског султана. Кренуо за меку. Вратио се преко Хормуза и Илканата и уочио је да је у Илканату грађански рат, а да је Абу Саид умро. Враћајући се у Дамаск сазнао је да му је отац умро. Тада је започео поход куге, Црне смрти, а Ибн Батута се налазио на лицу места када се куга ширила кроз Сирију, Палестину и Арабију. Дошао је до Меке, па је одатле одлучио да се врати у Мароко након готово четврт века путовања. На путу скренуо је до Сардиније и вратио се у Тангер и сазнао је да му је и мајка умрла неколико месеци пре његова доласка.

## Андалузија и северна Африка
Након неколико дана у Тангеру кренуо је у Андалузију, Ел Андалуз, муслиманску Шпанију. Алфонсо XI од Кастиље је претио да ће заузети Гибралтар. Ибн Батута се придружио групи муслимана, која је намеравала да брани луку. Када је стигао куга је већ убила Алфонса XI од Кастиље, па је опасност прошла. Путовао је до Валенсије и Гранаде.
Из Шпаније се запутио у Мароко. Зауставио се у Маракешу, који је након куге био готово град духова. Услед тога главни град је постао Фес. Вратио се у Тангер и поново је кренуо на пут. Две године пре него што је Ибн Батута први пут посетио Каиро, краљ Малија се кретао на хаџ и изазвао је велико занимање због огромног богатства. У Западној Африци се налазило много злата. Због тога је Ибн Батута одлучио да оде до Малија на другој страни Сахаре.

## Мали
Кренуо је 1351. из Феса у Мароку. Дошао је до последњег мароканског града и када су кренули зимски каравани придружио се једноме од њих. За месец дана су дошли до града Тагаза у средишњој Сахари. Тагаз је био центар трговине сољу. Путовао је 800 km кроз најгори део пустиње док нису дошли до малијског града Валата. Одатле је путовао југозападно дуж реке Нигер, за коју је веровао да је Нил. Дошао је до центра царства Мали. Ту је срео краљ Менсу Сулејмана, који је владао од 1341. Остао је ту осам месеци, па се вратио до Тимбуктуа на Нигеру. Кроз пустињу се вратио у Мароко.
Након објављивања Путовања (Рихле) мало се зна о животу Ибн Батуте. Умро је између 1368. и 1377. од куге. Вековима се мало знало за његову књигу, чак и у муслиманском свету, али у 19. веку је поново откривена и преведена на европске језике.